# Wheeling (Virginia Occidentale)
Wheeling è una città degli Stati Uniti d'America, capoluogo della contea di Ohio, nello Stato della Virginia Occidentale. È situata a sud-ovest di Pittsburgh, sulla riva sinistra del fiume Ohio, e una sua parte occupa il territorio della contea di Marshall.
Si estende su una superficie di 41 km², e nel 2005 contava 29 639 abitanti (872,1 per km²). È un importante centro commerciale ed industriale.

## Curiosità
Hugo Pratt è stato fatto cittadino onorario di Wheeling per omaggiare il suo omonimo fumetto